# Beatmania
Beatmania (яп. ビートマニア Би:томаниа, стилизовано записывается как beatmania) — музыкальная игра, разработанная и выпущенная японской компанией Konami в 1997 году. Она внесла большой вклад в популяризацию музыкальных игр и получила не только множество продолжений, но также и несколько изданий на игровых приставках и других портативных устройствах, продаваясь в общей сложности миллионными тиражами. Отделение Bemani, ранее известное как Konami G.M.D., было переименовано в честь этой серии и впервые стало использоваться в аркадном релизе Beatmania 3rdMix. Последней игрой в серии стала Beatmania: The Final, выпущенная в 2002 году.
У Beatmania было несколько спин-оффов — серия Beatmania IIDX (усложненная версия с 7 кнопками вместо 5) и Beatmania III, представляющая собой ту же Beatmania, но на более продвинутой аппаратной платформе, а также снабжённая педалью для включения определённых эффектов и флоппи-дисководом для дискет 3,5", на которые записывались результаты игр.